# 怒海戰艦
是一部2020年在Apple TV+上映的美國戰爭歷史片，由艾倫·史耐德執導，湯姆·漢克編劇。電影改編自C·S·佛雷斯特的1955年小說《傑出牧羊人》。主演包括湯姆·漢克、史提芬·格拉漢姆、羅伯·摩根和伊麗莎白·蘇。

## 剧情
在大西洋海戰中，由37艘盟军舰艇组成的 HX-25 护航商船队正在前往利物浦，护航軍舰由美国海军弗萊徹級驅逐艦基靈號（DD-548 Keeling，无线电呼号“灰猎犬”），率领波蘭海軍雷霆級驅逐艦維克特號（無線電呼號“老鷹”）、英國皇家海軍部族級驅逐艦詹姆士號（無線電呼號“哈利”）、加拿大皇家海軍花级轻型护卫舰道奇號（無線電呼號“迪基”）组成，基靈號舰长克勞斯中校是这次护航船队指揮官，虽然有着不短的海军资历，但这也是他第一次担任战术指挥。
在离开岸基反潜飞机的护航范围，进入大西洋中心“黑洞”后，护航商船旗舰的高频测向侦测到U型潜艇的通信信号。之后一艘U型潜艇浮出水面，对船队进行袭击，在刚好穿过“灰猎犬”下方时，被“灰猎犬”以一次完整的深水炸弹攻击击沉，首战初捷。正当船员们欢呼时，船队后方发射遇险火箭打断了庆祝，一艘希腊商船被另一艘U型潜艇偷袭，快要沉没，克勞斯指挥“灰猎犬”回去救援，并小心地机动以避开潜艇发射的鱼雷。在救起幸存的商船水手并返回船队，“灰猎犬”收到其他护航战舰的訊息：由六艘U艇组成的“狼群”在护航队的攻击范围之外，克劳斯怀疑他们正在等待夜幕降临，在护送舰队无法观测时偷袭。当天晚上，“狼群”发动了偷袭，有五艘商船被偷袭沉没。其中一艘U型潜艇在击中一艘商船后使用水下诱饵装置逃脱“灰猎犬”的追击，并浪费了“灰猎犬”剩余的大部分深水炸弹。克勞斯决定先去拯救一艘中雷起火的油轮上的幸存者而不去帮助其他軍舰，导致另一艘货船的损失。
第二天，“狼群”开始针对“灰猎犬”，通过无线电广播嘲弄护航船队。“狼群”向“灰猎犬”发射了多枚几乎难以躲避的鱼雷，“灰猎犬”避开鱼雷后，与“迪基”将一艘浮出水面的潜艇进行近舷交火，最终将其击沉，在交战中，“迪基”受到轻微伤害，“灰猎犬”左舷被潜艇的甲板炮打中，三名水手身亡——其中一名是前面战斗期间，一直敬业地为克勞斯准备餐食的厨师。在葬礼期间，“老鹰”被偷袭并最终沉没，克勞斯意识到这样会暴露护航舰队的劣势，决定打破無線電靜默，向英国海军总部请求空中反潜支援，并且拉直航线以加快抵达反潜力量覆盖范围。
随着船队逐渐接近空中反潜范围，剩余的U型潜艇展开全面攻击，经过激烈的战斗，“灰猎犬”以舷侧炮击再击沉一艘潜艇，英国皇家空军的空中反潜机队赶到，“灰猎犬”以炮击指示，引导一架PBY卡特琳娜反潜机击沉另一艘在水面的潜艇，剩余的两艘幸存潜艇随即迅速逃脱。
在战后评估损坏情况时，克勞斯收到增援的护航舰首舰英国皇家海军钻石号（HMS Diamond）的无线电联系，对方对于这次护航行动中击沉四艘U型潜艇的战果表示祝贺，并安排基靈號带领剩余护航战舰到德里进行维修和休整，接管护航船队的剩余航程。在设定好新航程准备离开时，基靈號受到护航船队船员的祝贺。经历连续的战斗，彻夜未休的克勞斯，终于回到船舱，安稳地睡上一觉。

## 演員
- 湯姆·漢克 飾演 歐內斯特·克勞斯中校，美國海軍佛萊契爾級驅逐艦基靈號（DD-548）艦長，無線電呼號"灰獵犬"
- 史提芬·格拉漢姆 飾演 查理·科爾少校，基靈號號副艦長
- 羅伯·摩根 飾演 喬治·克利夫蘭二等伙房兵
- 伊麗莎白·蘇 飾演 伊芙琳, 歐內斯特艦長的情人
- 馬奴·賈西亞-魯爾福 飾演 洛佩茲
- 卡爾·葛魯斯曼 飾演 艾普施泰因
- 湯姆·布蘭妮（英语：Tom Brittney） 飾演 沃森上尉
- 約瑟夫·波利昆 飾演 福布里克
- 德文·德魯伊（英语：Devin Druid） 飾演 華萊士
- 馬克西米利翁·奧辛斯基 飾演 波蘭海軍雷霆級驅逐艦維克特號人員（語音），無線電呼號"老鷹"
- 多米尼克·基廷 飾演 英國皇家海軍部族級驅逐艦詹姆士號人員（語音），無線電呼號"哈利"
- 葛雷森·羅素（英语：Grayson Russell） 飾演 通信員
- 戴夫·戴維斯 飾演 掌帆長
- 麥可·賓士（英语：Michael Benz） 飾演 卡林上尉
- 崔維斯·普里茲比爾斯基 飾演 道森中尉
- 喬許・威金斯 飾演 傳令員
- 查特・漢克 飾演 布什內爾
- 伊恩·詹姆斯·柯萊特 飾演 加拿大皇家海軍花級輕型護衛艦道奇號人員（語音），無線電呼號"迪基"
- 湯瑪斯·柯瑞奇曼 飾演 納粹德國海軍潛艦灰狼號人員（語音）

## 製作
2016年9月，宣佈湯姆·漢克正在撰寫一部有關第二次世界大戰海軍驅逐艦的電影劇本，並將主演該片。2017年2月，宣佈索尼影視娛樂獲得該片的發行權，並由艾倫·史耐德執導。2018年3月，史提芬·格拉漢姆、伊麗莎白·蘇、羅伯·摩根、卡爾·葛魯斯曼和馬奴·賈西亞-魯爾福加盟劇組。
改编电影基本跟随原作，但有部分改动：原作中伊芙琳与克勞斯已经离婚，改编中一个闪回片段中伊芙琳答应准备与克勞斯结婚；原作中克勞斯指挥的是一艘馬漢級驅逐艦，但由于该型号驱逐舰已全部拆毁，改编中改为弗萊徹級驅逐艦，因为该型号驱逐舰仍有现存。

### 拍攝
主體拍攝於2018年3月在路易斯安那州開始進行。

## 發行
《怒海戰艦》原本由索尼影視娛樂定於2020年6月12日在美國上映。此前，上映日期定於2020年3月22日及2020年5月8日。2020年3月，由於受2019冠狀病毒病疫情影響，本片將延期上映。2020年5月，Apple TV+宣布以約7000萬美元的價格向索尼影業購買在此平台上15年的播映權，而本片也是湯姆漢克第一部直接在串流平台上首映的電影。電影於2020年7月10日在Apple TV+上線。

## 外部連結
- 互联网电影数据库（IMDb）上《怒海戰艦》的资料（英文）
- 爛番茄上《怒海戰艦》的資料（英文）
- Metacritic上《怒海戰艦》的資料（英文）
- 豆瓣电影上《怒海戰艦》的資料 （简体中文）